# Wybory parlamentarne w Austrii w 1949 roku
Wybory parlamentarne w Austrii odbyły się 9 października 1949. Frekwencja wyborcza wyniosła 96.8%.
W wyniku wyborów Austriacka Partia Ludowa utraciła samodzielną większość w Radzie Narodowej. Lider ÖVP Leopold Figl pozostał kanclerzem i kontynuował „wielką koalicję” z  Socjalistyczną Partią Austrii. Do Rady Narodowej wybrani zostali także członkowie Związku Niezależnych, poprzednika Wolnościowej Partii Austrii, oraz Komunistycznej Partii Austrii.

## Wyniki wyborów
|  | Lista                               | Liczba głosów | %    | +/- | Mandaty | +/- |
|  | ----------------------------------- | ------------- | ---- | --- | ------- | --- |
|  | Austriacka Partia Ludowa (ÖVP)      | 1 846 581     | 44,0 | 5,8 | 77      | 8   |
|  | Socjalistyczna Partia Austrii (SPÖ) | 1 623 524     | 38,7 | 5,9 | 67      | 9   |
|  | Związek Niezależnych (WdU)          | 489 273       | 11,7 | -   | 16      | -   |
|  | Komunistyczna Partia Austrii (KPÖ)  | 213 066       | 5,1  | 0,3 | 5       | 1   |
|  | inni                                | 21 289        | 0,5  |     | 0       |     |
|  | Razem                               | 4 193 733     | 100  |     | 165     |     |

### Wyniki wyborów w Krajach związkowych
| Kraje związkowe wyniki w % | ÖVP  | SPÖ  | WdU  | KPÖ | Inni | Frekwencja |
| -------------------------- | ---- | ---- | ---- | --- | ---- | ---------- |
| Burgenland                 | 52,6 | 40,5 | 3,9  | 2,9 | 0,2  | 97,7       |
| Karyntia                   | 33,7 | 40,7 | 20,6 | 4,0 | 1,0  | 94,3       |
| Dolna Austria              | 52,5 | 37,3 | 4,4  | 5,5 | 0,3  | 97,2       |
| Górna Austria              | 44,9 | 30,8 | 20,8 | 3,1 | 0,3  | 96,2       |
| Salzburg                   | 43,7 | 33,6 | 18,6 | 3,3 | 0,8  | 93,9       |
| Styria                     | 42,9 | 37,4 | 14,5 | 4,5 | 0,6  | 97,9       |
| Tyrol                      | 56,3 | 23,8 | 17,4 | 1,6 | 0,9  | 97,3       |
| Vorarlberg                 | 56,4 | 18,9 | 21,9 | 2,4 | 0,4  | 96,9       |
| Wiedeń                     | 35,2 | 49,5 | 6,9  | 7,9 | 0,5  | 96,9       |